# Hebe Kohlbrugge
Hebe Charlotte Kohlbrugge (8. srpna 1914 Utrecht – 13. prosince 2016 tamtéž) byla nizozemská reformovaná teoložka a členka odboje během druhé světové války.
Během druhé světové války byla vězněna v koncentračních táborech. V době totality pašovala do zemí Východního bloku (včetně Československa) teologickou literaturu. Vysílala rovněž do zemí východní Evropy a do tzv. třetího světa nizozemské studenty, z nichž pak po návratu vytvářela neformální síť spolupracovníků. Byla členkou Křesťanské mírové konference.
Roku 1991 jí byl udělen čestný doktorát Univerzity Karlovy v Praze.
Je autorkou autobiografických vzpomínek Twee keer twee is vijf. Getuige in Oost en West. (2002), které vyšly i v českém překladu Moniky Žárské pod názvem Dvakrát dvě je pět. Můj nevypočitatelný život od roku 1914. (2011).